# Isolona cooperi
Isolona cooperi là loài thực vật có hoa thuộc họ Na. Loài này được Hutch. & Dalziel ex G.P.Cooper & Record mô tả khoa học đầu tiên năm 1931.